# Sophie Adlersparre (Frauenrechtlerin)
Carin Sophie Adlersparre (* 6. Juli 1823 in Helgerum, Gemeinde Västervik; † 27. Juni 1895 in Ström, bei Södertälje) war eine der Pionierinnen der Frauenrechtsbewegung des 19. Jahrhunderts in Schweden. Sie war die Gründerin und von 1859 bis 1885 Herausgeberin der ersten Frauenzeitschrift in Skandinavien, der Tidskrift för hemmet (dt.: Zeitschrift für das Haus), Mitbegründerin und von 1874 bis 1887 Vorsitzende des Vereins Handarbetets vänner (dt.: Die Freunde der Handarbeit), 1884 Gründerin der ersten Frauenrechtsorganisation in Schweden (Fredrika Bremer Förbundet) und 1885 eine der ersten beiden Frauen, die Mitglied eines Staatskomitees in Schweden wurden. Als Journalistin wurde sie unter ihrem Pseudonym Esselde bekannt.

## Leben

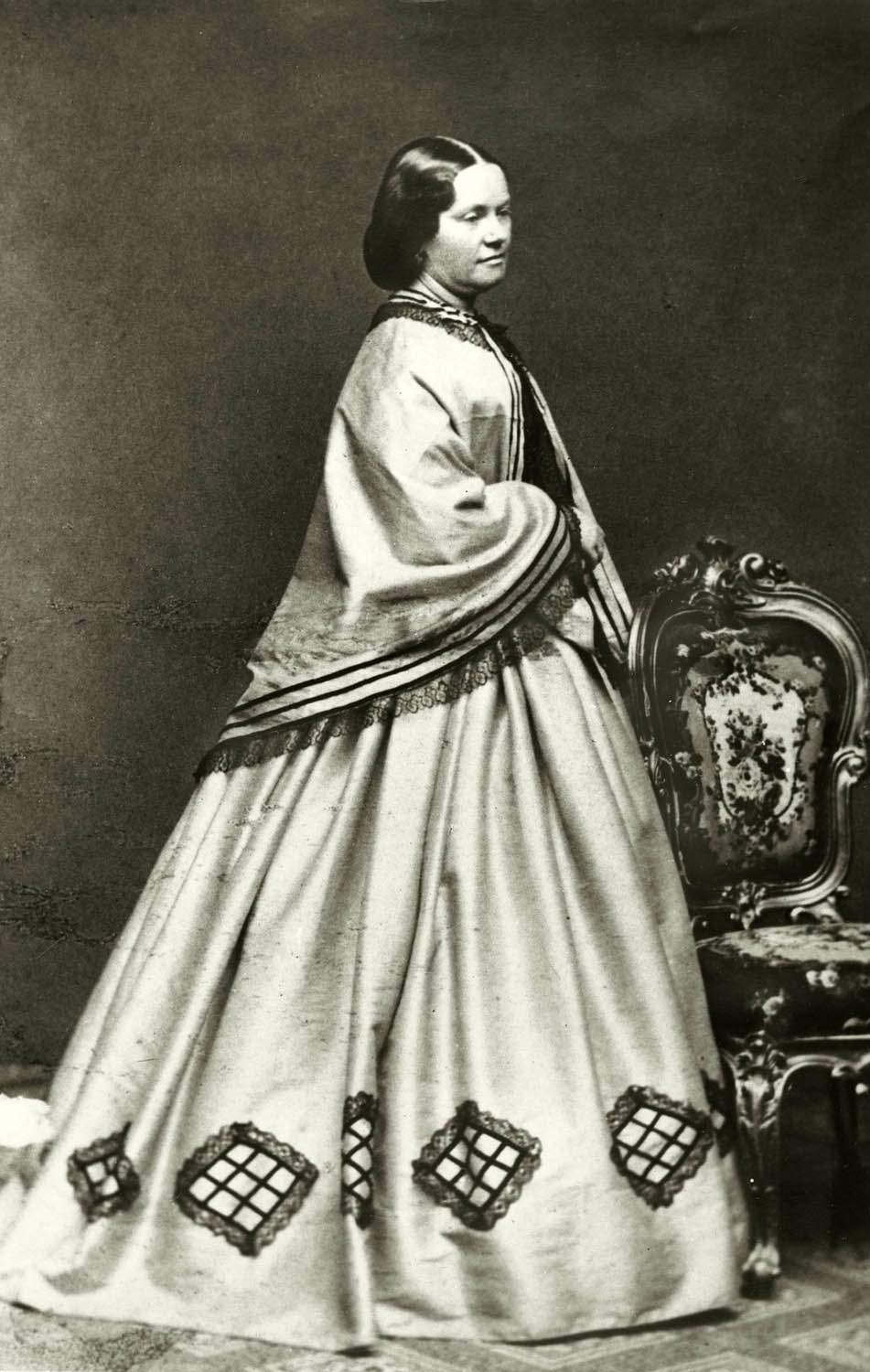
Sophie Adlersparre, ca. 1860–1870, Fotografie von Bertha Valerius

Sophie Adlersparre war die Tochter von Oberstleutnant Baron Erik Gabriel Knutsson Leijonhufvud und Sofie Emerentia Hoppenstedt. Sie wurde zu Hause unterrichtet und verbrachte dann zwei Jahre auf einem Mädchenpensionat, der renommierten Bjurströmska pensionen (späterer Name Hammarstedtska skolan) in Stockholm. 1869 heiratete sie den prominenten Politiker Commander Axel Adlersparre (1812–1879) und wurde die Stiefmutter seiner fünf Kinder. Ihr Mann wurde als Unterstützer ihrer sozialen Reformarbeit beschrieben. 1864–65 war sie an der Gründung des Schwedischen Roten Kreuzes beteiligt.
Neben ihrer Bestrebungen um Frauenbildung und der Arbeit als Herausgeberin und Journalistin war Adlersparre in der schwedischen Literaturszene engagiert. Sie war eine Bewunderin von Victoria Benedictsson und sie unterstützte und förderte Selma Lagerlöfs  Arbeit. Obwohl Selma Lagerlöf nach eigener Aussage Sophie Adlersparre „viele Enttäuschungen bereitete“, verband die beiden Frauen eine lebenslange Freundschaft. In ihren letzten Lebensjahren arbeitete sie an einer Biographie über Fredrika Bremer, konnte diese aber nicht mehr vollenden.

## Feministische Arbeit

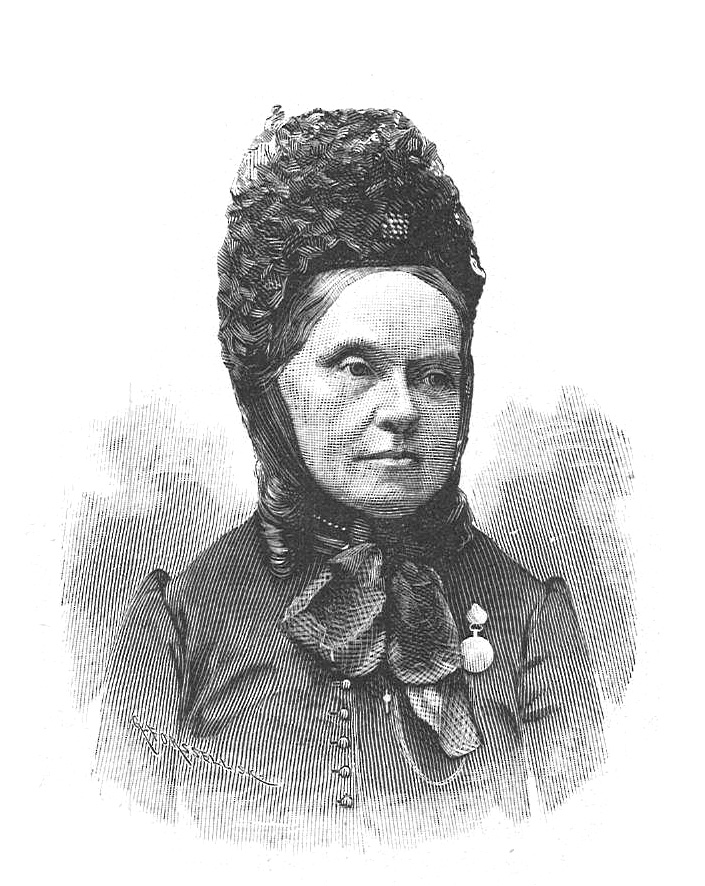
Sophie Adlersparre, 1892

Sophie Adlersparre war eine Bewunderin der feministischen Autorin Fredrika Bremer und begann sich in feministischen Themen zu engagieren, als ihre Freundin Rosalie Roos, die, nachdem sie mehrere Jahre in den Vereinigten Staaten verbracht hatte, 1857 mit einem Interesse an Frauenrechten nach Schweden zurückkehrte. Während dieser Zeit gab es in Schweden eine öffentliche Diskussion über Frauenrechte, die durch Fredrika Bremers 1856 erschienenen Roman Hertha ausgelöst wurde. Die Diskussion führte zur Abschaffung der Vormundschaft über unverheiratete Frauen und zur Erlangung der Volljährigkeit für Frauen (1858–63) sowie zur Gründung der ersten staatlichen Schule für Frauen, dem Königlichen Höheren Lehrerinnenseminar (Högre lärarinneseminariet) im Jahr 1861. Es war die erste öffentliche Einrichtung höherer akademischer Bildung, die Frauen in Schweden offenstand. 1862 erhielten Frauen das Wahlrecht bei Kommunalwahlen, 1870–73 wurden die Universitäten für beide Geschlechter geöffnet und verheiratete Frauen erhielten die Kontrolle über ihr eigenes Gehalt.
1859 gründeten Sophie Adlersparre und Rosalie Roos mit finanzieller Unterstützung der Philanthropin und Frauenrechtlerin Fredrika Limnell die erste Frauenzeitschrift in Skandinavien. Tidskrift för hemmet war die erste reguläre Plattform für die Debatte über Frauenrechte, Geschlechterrollen und Feminismus in Schweden und wurde sofort ein Erfolg. Adlersparre und Roos teilten sich die redaktionelle Arbeit, bis Roos sich 1868 zurückzog und Adlersparre als alleinige Chefredakteurin weitermachte. Als Journalistin schrieb sie unter ihrem Pseudonym „Esselde“. Durch ihre Tätigkeit kam sie in Kontakt mit prominenten Persönlichkeiten im In- und Ausland, unter anderem mit Fredrika Bremer, die mehrere Beiträge für die Zeitschrift schrieb. 1886 wurde die Tidskrift för hemmet eingestellt und durch die von der Fredrika Bremer Förbundet herausgegebenen neuen Frauenzeitschrift Dagny ersetzt. Adlersparre arbeitete von 1886 bis 1888 als Chefredakteurin der Dagny und blieb bis 1894 im Vorstand der Zeitung.
Das Hauptaugenmerk von Adlersparres sozialem Engagement und dem ihrer Zeitschrift lag auf dem Zugang von Frauen zu Bildung und Berufen, die ihnen eine finanzielle Unabhängigkeit ermöglichen sollten. Wie sie es formulierte: „Die Frau braucht die Arbeit, und die Arbeit braucht die Frau“ („kvinnan behöver arbetet, och arbetet behöver kvinnan“). 1862 gründete sie Sonntagsschulen für Mädchen der Arbeiterklasse und Abendschulen für Frauen, um ihre Chancen auf eine Berufstätigkeit zu erhöhen. 1863 gründete sie ein Schreib- und Übersetzungsbüro in Stockholm, wo sie ausgebildete Frauen beschäftigte, die Büro- und Übersetzungsarbeiten erledigen konnten und das zu einer erfolgreichen Arbeitsvermittlung wurde. Angeregt durch ihre spätere Schwägerin Sofia Adlersparre reichte sie 1864 beim Schwedischen Parlament eine Petition ein, damit Frauen gleichberechtigt mit Männern an der Königlich Schwedischen Akademie der Künste studieren konnten. Zu dieser Zeit ließ die Akademie Frauen nur mit Sondergenehmigung studieren, und obwohl sie eine erfolgreiche Künstlerin war, durfte Sofia Adlersparre dort nicht studieren. Sophie Adlersparres Petition führte zu einer Debatte im Parlament und schließlich zu einer Reform im Jahr 1864, die es Frauen erlaubte, zu den gleichen Bedingungen wie Männer an der Akademie zu studieren.
1866 war sie Mitbegründerin des Stockholmer Lesesalons (Stockholms läsesalong), um das Bildungsniveau der Frauen zu erhöhen. Er wurde zu einer kostenlosen Bibliothek für Frauen, mit dem Ziel, den Zugang von Frauen zu Bildung und Berufen zu verbessern. Neben ihren Bestrebungen, die beruflichen Aktivitäten von Frauen zu fördern, resultierte ihr Interesse an der Frauenbildung aus dem Wunsch, dass sie in der öffentlichen Gesellschaft aktiv sein sollten. In ihren Worten: „Je mehr wir von der Teilnahme der Frauen an der Reform der Gesellschaft wünschen und erwarten, desto wichtiger ist es, dass diese Arbeit gut vorbereitet wird“. In dieser Zeit wurden viele Reformen der Frauenbildung eingeführt. Nach der dem Mädchenschulkomitee von 1866 (Flickskolekommittén 1866) folgenden Reform erhielten Frauen Zugang zur Universitätsausbildung (1870–73) und Mittelschulen für Mädchen wurden staatlich gefördert (1874). In den Jahren 1885–87 war Adlersparre Mitglied des Mädchenschulkomitees von 1885 (Flickskolekommittén 1885), das von der Regierung beauftragt wurde, das Bildungssystem für Schülerinnen zu untersuchen und Reformen vorzuschlagen. Es war das erste staatliche Komitee in Schweden, das weibliche Mitglieder hatte: Sophie Adlersparre und Hilda Caselli.
1874 war Adlersparre mit Hanna Winge Mitbegründerin des Vereins Handarbetets vänner und war bis 1887 dessen Vorsitzende. Ziel der Organisation war es, die Qualität und damit den Status der Handarbeiten von Frauen zu erhöhen, die zu dieser Zeit eine sehr wichtige Einkommensquelle für diejenigen darstellten, die sich selbst versorgen mussten.
Sophie Adlersparre ist vielleicht am bekanntesten als Gründerin der ersten Frauenrechtsorganisation in Schweden Fredrika Bremer Förbundet (FBF) im Jahr 1884, benannt nach der feministischen Schriftstellerin Fredrika Bremer. Formal wurde der Frauenrechtler Hans Hildebrand zum offiziellen Vorsitzenden des FBF gemacht, weil Adlersparre glaubte, dass die Organisation ernster genommen würde, wenn sie von einem Mann geleitet würde. Adlersparre fungierte jedoch bis zu ihrem Tod 1895 als de-facto-Vorsitzende, als sie von Agda Montelius abgelöst wurde. Adlersparre war der Meinung, dass es wichtig war, dass Männer an der Arbeit für die Gleichberechtigung beteiligt waren, und neben Frauen wie Ellen Anckarsvärd (die als ihre Nachfolgerin in der schwedischen Frauenrechtsbewegung bezeichnet wurde), Ellen Fries, Gertrud Adelborg und Fredrika Limnell, begrüßte sie auch Männer wie Hans Hildebrand und Gustav Sjöberg. Der Zweck der Organisation war es, „für einen gesunden und ruhigen Fortschritt in der moralischen und intellektuellen sowie sozialen und wirtschaftlichen Förderung der Frauen zu arbeiten“. Zu den Aufgaben des FBF gehörte auch die Vergabe von Stipendien.

## Auszeichnungen
1895 wurde Sophie Adlersparre mit der Illis Quorum-Medaille für ihre Verdienste um die schwedische Gesellschaft ausgezeichnet. Die Illis quorum meruere laboures (lateinisch: "für diejenigen, deren Taten es verdienen"), umgangssprachlich Illis quorum genannt, ist eine von der schwedischen Regierung verliehene königliche Medaille, die um Bemühungen für kulturelle, wissenschaftliche und andere gemeinnützige Zwecke vergeben wird.
Judy Chicago widmete ihr eine Inschrift auf den dreieckigen Bodenfliesen des Heritage Floor ihrer Installation The Dinner Party. Die mit dem Namen Baroness of Adlersparre beschrifteten Porzellanfliesen sind dem Platz mit dem Gedeck für Susan B. Anthony zugeordnet.